# ریدی (ویرجینیای غربی)
ریدی(به انگلیسی: Reedy) شهری در ایالت ویرجینیای غربی کشور ایالات متحده آمریکا است که جمعیت آن در سرشماری سال ۲۰۱۰ میلادی، ۱۸۲ نفر بوده‌است.